# Eifélien
Stratigraphie
Emsien Givétien
Dévonien inférieur
| Système     | Série         | Étage       | Age (Ma)    |
| ----------- | ------------- | ----------- | ----------- |
| Carbonifère | Mississippien | Tournaisien | plus récent |
| Dévonien    | Supérieur     | Famennien   | 372,2–358,9 |
| Dévonien    | Supérieur     | Frasnien    | 382,7–372,2 |
| Dévonien    | Moyen         | Givétien    | 387,7–382,7 |
| Dévonien    | Moyen         | Eifélien    | 393,3–387,7 |
| Dévonien    | Inférieur     | Emsien      | 407,6–393,3 |
| Dévonien    | Inférieur     | Praguien    | 410,8–407,6 |
| Dévonien    | Inférieur     | Lochkovien  | 419,2–410,8 |
| Silurien    | Pridolien     |             | plus ancien |

L'Eifélien est le premier étage du Dévonien moyen (ère Paléozoïque). Il s'étend de 393,3 ± 1,2 à 387,7 ± 0,8 millions d'années,. Son nom est donné d'après la région de l'Eifel, région géologique située entre la Belgique et l'Allemagne.
Il a été introduit dans la littérature scientifique en 1848 par le géologue belge André Hubert Dumont (1809-1857)